# عبارت زمینه
در منطق ریاضیاتی، یک جمله زمینه (به انگلیسی: ground term) در یک سیستم صوری، یک جمله است، که در آن هیچ متغیر آزادی وجود ندارد. به صورت مشابه یک فرمول زمینه (به انگلیسی: ground formula) فرمولی است که در آن هیچ متغیر آزادی وجود ندارد.
یک عبارت زمینه (به انگلیسی: ground expression) می‌تواند یا به «جمله زمینه» یا به «فرمول زمینه» اشاره کند.

## مثال‌ها
- در منطق مرتبه اول، جملهٔ {\displaystyle \forall x(x=x)} ی یک فرمول زمینه است.[۱]

عبارت‌های زیر را در منطق مرتبه اول در یک دستینه (امضا) که شامل یک نماد ثابت ۰ برای عدد ۰، یک نماد تابع یکتا ی s برای «تابع بعدی» و یک نماد تابع دودویی + برای «جمع» را در نظر بگیرید:
- {\displaystyle s(0),s(s(0)),s(s(s(0))),...} جمله‌های زمینه اند.
- {\displaystyle 0+1,0+1+1,...} جمله‌های زمینه اند.
- {\displaystyle x+s(1)} و {\displaystyle s(x)} جمله هستند ولی جمله زمینه نیستند.
- {\displaystyle s(0)=1} و {\displaystyle 0+0=0} فرمول‌های زمینه اند.
- {\displaystyle s(1)} و {\displaystyle \forall x:(s(x)+1=s(s(x)))} عبارات زمینه اند.[۱]